# Funzione omografica
In matematica, è chiamata funzione omografica una generica funzione di equazione (in forma normale)
{\displaystyle y={\frac {ax+b}{cx+d}}}.

## Discussione

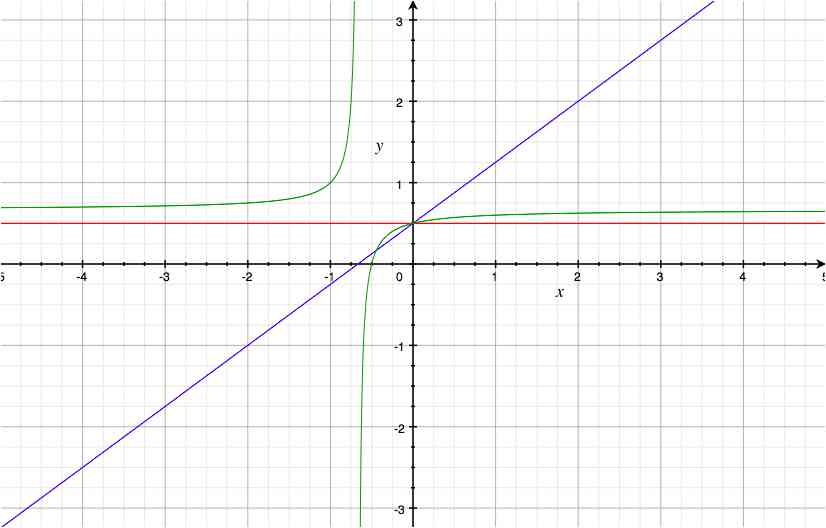
Il grafico della funzione omografica al variare dei parametri a, b, c, d. In rosso è rappresentata una retta parallela all'asse delle x, in blu una retta con il coefficiente angolare diverso da zero (c=0), in verde un'iperbole equilatera riferita ai suoi asintoti traslata.

- Se {\displaystyle c=0} allora {\displaystyle y={\frac {a\cdot x}{d}}+{\frac {b}{d}}}, che è l'equazione di una retta di coefficiente angolare {\displaystyle {a \over d}}, che interseca l'asse delle y nel punto di ordinata {\displaystyle {b \over d}}.

- Se il prodotto misto tra i coefficienti {\displaystyle a\cdot d=b\cdot c}, allora si può sostituire {\displaystyle d={\frac {b\cdot c}{a}}} e quindi, raccogliendo a fattor comune, {\displaystyle y={\frac {a(ax+b)}{c(ax+b)}}}, che semplificato dà  {\displaystyle y={\frac {a}{c}}}, ovvero una retta parallela all'asse x che rappresenta l'asintoto orizzontale della funzione omografica (Allo stesso risultato si perviene sfruttando la definizione di limite, cioè {\displaystyle y=\lim _{x\to +\infty }{\frac {(ax+b)}{(cx+d)}}=\lim _{x\to +\infty }{\frac {x(a+{\frac {b}{x}})}{x(c+{\frac {d}{x}})}}={\frac {a+0}{c+0}}={\frac {a}{c}}} che è l'asintoto orizzontale).

- Se {\displaystyle c\neq 0} e {\displaystyle a\cdot d\neq b\cdot c}, allora la funzione omografica rappresenta un'iperbole equilatera con asintoti paralleli agli assi coordinati. In particolare, gli asintoti hanno equazione {\displaystyle y={\frac {a}{c}}} e {\displaystyle x=-{\frac {d}{c}}}.

## Iperbole traslata
Sotto la condizione {\displaystyle c\neq 0} e {\displaystyle a\cdot d\neq b\cdot c} è possibile dimostrare che la funzione omografica {\displaystyle y={\frac {ax+b}{cx+d}}} è ottenuta dalla traslazione di una iperbole equilatera del tipo {\displaystyle f(x)={\frac {k}{x}}} (in forma canonica {\displaystyle xy=k}) che ha gli asintoti coincidenti con gli assi cartesiani.
Anzitutto si svolge la divisione fra i polinomi a numeratore e a denominatore {\displaystyle (ax+b):(cx+d)}.
Il quoziente è {\displaystyle Q={\frac {a}{c}}} e il resto è {\displaystyle R={\frac {bc-ad}{c}}} e dunque si ottiene
{\displaystyle y={\frac {ax+b}{cx+d}}={\frac {R}{cx+d}}+Q={\frac {\frac {R}{c}}{x+{\frac {d}{c}}}}+Q={\frac {R'}{x+{\frac {d}{c}}}}+{\frac {a}{c}}}.
La funzione omografica si ottiene dalla f(x) attraverso:
- una traslazione orizzontale (con origine traslata in {\displaystyle -{\frac {d}{c}}}) e
- una traslazione verticale di termine {\displaystyle {\frac {a}{c}}}

Il vettore di traslazione è dunque {\displaystyle {\overrightarrow {v}}\left(-{\frac {d}{c}};{\frac {a}{c}}\right)}, le equazioni di traslazione sono 
{\displaystyle \left\{{\begin{matrix}x'=x-{\frac {d}{c}}\\y'=y+{\frac {a}{c}}\end{matrix}}\right.}